# 藤稔

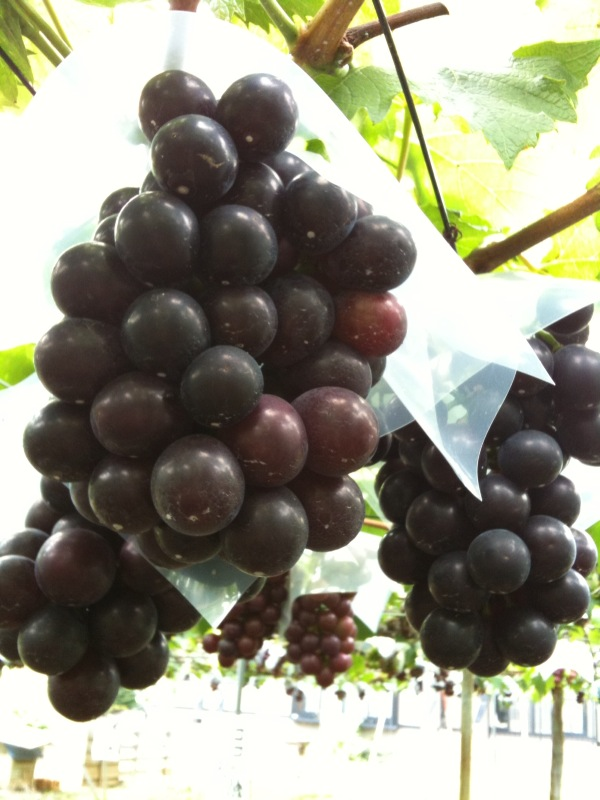
藤みのり

藤稔（ふじみのり）は、神奈川県藤沢市で作出されたブドウ品種。父種は「ピオーネ」、母種は「井川682」である。「藤みのり」と表記されることもある。

## 概要
藤沢市長後地区に住む青木一直が、「人々に喜ばれる葡萄」をテーマに苦難の末開発した。
当時、青木果樹園では「井川682」を栽培していたが、大粒で栽培が容易で実りやすい長所がある一方、肉質が良くなく貯蔵性も良くないという短所があった。また、「ピオーネ」は旨みがあり貯蔵性も良く、肉質や品質が良好という長所がある一方、栽培が難しく実りにくい短所があった。青木は両品種を交配し、藤稔を誕生させた。1985年（昭和60年）7月18日に品種登録された。
粒は大粒で、500円玉程の大きさに達する。
「巨峰」よりも糖度が高く、味も良好ということで人気が高まり、現在においては青木の指導により日本各地で栽培されている。
中国でもブドウの栽培を指導、1997年金華市栄誉市民の表彰を受けた。 
また、栽培面においても、火山灰質の土地でも栽培しやすいなどの利点があり、農家間においても人気を博している。欠点として、実落ち（枝から実が離れる）しやすく、長距離の輸送に向かないという点がある。
ルビーロマンは本種の自然交雑から選抜された品種である。